# バナナ♪ゼロミュージック
『バナナ♪ゼロミュージック』（英：BANANA ZERO MUSIC）は、NHK総合テレビジョンで放送されていた音楽バラエティ番組。バナナマンの冠番組。2016年4月23日から9月3日までレギュラー第1期として、2017年1月7日から2018年3月3日までレギュラー第2期として毎週土曜日 22:20 - 22:53（JST）に放送されていた。

## 概要
音楽の知識やスキルがほとんどゼロな「音楽0年生」ことバナナマンの2人が、ラップ、クラシック、ジャズにアニメソングとさまざまなジャンルの一流アーティストやミュージシャンをゲストに招いて、歌にトーク、クイズなどさまざまな形で音楽を楽しさを実体験する音楽バラエティ番組。
2015年3月23日と8月19日の2回にわたりパイロット版が放送され、2016年度よりレギュラー放送を開始した。9月3日をもって、レギュラー第1期は終了。その後、10月8日と11月20日と12月24日にSPを放送し、10月22日からレギュラー第1期を10分に再編集した『バナナ♪ゼロミュージック CHOICE×CHOICE』が放送された。
2017年1月7日よりレギュラー第2期が放送開始。2017年度放送分よりNHKアナウンサーに替わってフリーアナウンサーの川田裕美がMCに加わった。
2018年3月3日放送の最終回SPをもって第2期放送を終了した。

## 出演者

### MC
- バナナマン（設楽統・日村勇紀）
- 久保田祐佳（NHKアナウンサー、パイロット版・レギュラー第1期）
- 雨宮萌果（当時NHKアナウンサー、レギュラー第2期 2017年1 - 3月）
- 川田裕美（フリーアナウンサー、レギュラー第2期 2017年4月 - 2018年3月）
- 杉浦友紀 (NHKアナウンサー、2017年8月16日 極上!バナナ♪ゼロミュージック「世界の音楽クイズスペシャル」[注 2])

### 専属バンド
- 「オルケスタ・"バナナゼロ"・ムジカ」
  - バンマス・オルガン：サイトウ"JxJx"ジュン（YOUR SONG IS GOOD）
  - ギター：ヨシザワ "モーリス" マサトモ（YOUR SONG IS GOOD）
  - ベース：村田シゲ（□□□）
  - ドラムス：恒岡章（Hi-STANDARD、チャットモンチー）
  - キーボード：冨田謙
  - パーカッション：松井泉（YOUR SONG IS GOOD）
  - サックス：後関好宏（在日ファンク）
  - トランペット：村上基（在日ファンク）
  - トロンボーン：ジェントル久保田（在日ファンク）

## 放送リスト

### 2015年
| 回 | 放送日  | テーマ | ゲスト | 備考         |
| -- | ------- | ------ | --- | ------------ |
| P1 | 3月23日 |        | クリス・ハート 西内まりや 谷中敦・加藤隆志（東京スカパラダイスオーケストラ） 乃木坂46 森山直太朗 ホラン千秋                                                          | パイロット版 |
| P2 | 8月19日 |        | 森山直太朗 山崎まさよし 西内まりや TAKUYA 橋本良亮・塚田僚一（A.B.C-Z） ヒャダイン 生駒里奈・白石麻衣・松村沙友理（乃木坂46） 大石始 梶谷正治 RAZO 成田童夢 浜野謙太 | パイロット版 |

### 2016年
| 回  | 放送日   | テーマ                         | ゲスト | 備考                                    |
| --- | -------- | ------------------------------ | --- | --------------------------------------- |
| 1   | 4月23日  | 桜ソング&新感覚!音楽クイズ     | クリス・ハート 河合郁人・塚田僚一（A.B.C-Z） 生田絵梨花・生駒里奈・高山一実（乃木坂46） DJ KOO（TRF） ROLLY 巻上公一                                                               | レギュラー第1期初回                     |
| 2   | 4月30日  | バースデーソング特集           | 岡井千聖（℃-ute） つるの剛士 西内まりや PUFFY LiLiCo |                                         |
| 3   | 5月7日   | 新感覚!音楽クイズSP            | 武田真治 つるの剛士 西内まりや 秋元真夏・白石麻衣・松村沙友理（乃木坂46） こまつ サイプレス上野 THE冠 Daichi EGO-WRAPPIN'                                                          |                                         |
| 4   | 5月14日  | 世界のオモシロ楽器大集合!      | つるの剛士 栗原類 清水富美加 DISH// マーティ・フリードマン 高木里代子 |                                         |
| 5   | 5月21日  | カラオケを盛り上げよう!        | 西川貴教 山本彩・白間美瑠・太田夢莉（NMB48） 佐野ひなこ chay 成田童夢 ゴンゾー マーティ・フリードマン                                                                              |                                         |
| 6   | 5月28日  | 新感覚!音楽クイズSP            | 小沢一敬（スピードワゴン） 神山智洋・桐山照史（ジャニーズWEST） 西内まりや ROLLY DJ KOO（TRF） はいだしょうこ 齊藤ジョニー 中田芳子                                                |                                         |
| 7   | 6月4日   | ラップSP                       | SKY-HI 桐谷健太 Kダブシャイン 桜井玲香・生田絵梨花（乃木坂46） サイプレス上野 マチーデフ                                                                                           |                                         |
| 8   | 6月11日  | 新感覚!音楽クイズSP            | 森山直太朗 生田絵梨花・橋本奈々未・松村沙友理（乃木坂46） 桐谷健太 KenKen はいだしょうこ サイプレス上野 Kaya                                                                       |                                         |
| 9   | 6月18日  | アカペラSP                     | 村上てつや 安岡優 小沢一敬（スピードワゴン） Little Glee Monster |                                         |
| 10  | 6月25日  | アニソンSP                     | 内田彩 加藤諒 塚田僚一（A.B.C-Z） 三戸なつめ 向清太朗（天津） |                                         |
| 11  | 7月2日   | 新感覚!音楽クイズSP            | ウエンツ瑛士 矢島舞美・岡井千聖（℃-ute） 三戸なつめ 野村義男 チャラン・ポ・ランタン 杵屋裕光一座 Kaya                                                                              |                                         |
| 12  | 7月16日  | 沖縄スペシャル 前編            | サイトウ "JxJx" ジュン（YOUR SONG IS GOOD） BEGIN Kiroro |                                         |
| 13  | 7月23日  | 沖縄スペシャル 後編            | サイトウ "JxJx" ジュン（YOUR SONG IS GOOD） BEGIN Kiroro 秋元真夏・松村沙友理（乃木坂46）                                                                                          |                                         |
| 14  | 8月27日  | 新感覚!音楽クイズSP            | DJ KOO（TRF） 西内まりや 田中卓志（アンガールズ） 飯田里穂 はいだしょうこ 生田絵梨花（乃木坂46） マーティ・フリードマン ROLLY Kaya THE冠 土井善晴 Little Glee Monster Young Hastle |                                         |
| 15  | 9月3日   | バナナ♪ゼロミュージックフェス! | 西内まりや りゅうちぇる 飯田里穂 Kダブシャイン サイプレス上野 奇妙礼太郎 | レギュラー第1期最終回                   |
| SP1 | 10月8日  | 学校音楽SP                     | あばれる君 生田絵梨花（乃木坂46） 石井竜也 桐山照史・重岡大毅（ジャニーズWEST） 嗣永桃子（カントリー・ガールズ） トクマルシューゴ                                                  |                                         |
| SP2 | 11月20日 | 秋の音楽クイズSP               | スキマスイッチ 小沢一敬（スピードワゴン） 渡辺麻友（AKB48） 秋川雅史 佐藤優樹・飯窪春菜・工藤遥（モーニング娘。'16） DJ KOO（TRF） ヴェルサイユ Li-sa-X                            |                                         |
| SP3 | 12月24日 | 紅白スペシャル                 | PUFFY 乃木坂46 AAA 山内恵介 DJ KOO（TRF） | 第67回NHK紅白歌合戦関連番組として生放送 |

### 2017年
| 回  | 放送日   | テーマ                                                  | ゲスト | 備考                                        |
| --- | -------- | ------------------------------------------------------- | --- | ------------------------------------------- |
| 16  | 1月7日   | 2017年流行するかもしれない音楽SP                        | 高橋一生 小沢一敬（スピードワゴン） 矢倉楓子・山本彩・須藤凜々花（NMB48） THE冠 Ken Yokoyama レディビアード 高木里代子 | レギュラー第2期初回                         |
| 17  | 1月14日  | 青春ソング特集                                          | 小峠英二（バイきんぐ） 小沢一敬（スピードワゴン） 矢倉楓子・山本彩・須藤凜々花（NMB48） Ken Yokoyama DJ KOO（TRF） ファンキー加藤                                                                                             |                                             |
| 18  | 1月21日  | 音楽クイズSP                                            | 伊藤一朗（Every Little Thing） DAIGO マーティ・フリードマン 小野リサ Little Glee Monster Daichi 井戸田潤（スピードワゴン） 秋元真夏・堀未央奈（乃木坂46）                                                                     |                                             |
| 19  | 1月28日  | 最新アニソントレンド2017                                | 向清太朗（天津） angela、日岡なつみ 生駒里奈・松村沙友理（乃木坂46） 岩井勇気（ハライチ） 串田アキラ |                                             |
| 20  | 2月4日   | 音楽クイズSP                                            | カントリー・ガールズ スギちゃん DJ KOO（TRF） 三戸なつめ 押尾コータロー 塚越慎子 米重美文子 NOCTURNAL BLOODLUST レイザーラモンHG                                                                                              |                                             |
| 21  | 2月11日  | 音楽クイズSP                                            | 小峠英二（バイきんぐ） BOYS AND MEN 乃木坂46 大橋エリ 小野リサ サイプレス上野 DJ KOO（TRF） 長岡亮介 |                                             |
| 22  | 2月18日  | 紅白で学ぶ!演歌特集                                     | 岩佐美咲 東京03 はるな愛 氷川きよし 吉木りさ 五木ひろし 水森かおり |                                             |
| 23  | 2月25日  | 目指せ!カラオケ10点UP ボイトレ特集                      | 秋元真夏（乃木坂46） 小沢一敬（スピードワゴン） 田中卓志（アンガールズ） 青木隆治 広瀬香美 |                                             |
| 24  | 3月4日   | 卒業ソングSP!                                           | 桐山照史・小瀧望（ジャニーズWEST） SCANDAL マキタスポーツ H ZETTRIO サイプレス上野 はいだしょうこ 春畑道哉（TUBE） |                                             |
| 25  | 3月11日  | 日本を勇気づけた名曲SP                                  | 乃木坂46 岩井勇気（ハライチ） Little Glee Monster チャラン・ポ・ランタン ゴスペラーズ | NHK東日本大震災プロジェクトの一環として放送 |
| 26  | 4月8日   | 100%小室哲哉スペシャル                                  | 小室哲哉 小沢一敬（スピードワゴン） DJ KOO（TRF） 宇野実彩子・末吉秀太（AAA） 高山一実・北野日奈子・新内眞衣（乃木坂46） H ZETT M（H ZETTRIO） はいだしょうこ                                                                 |                                             |
| 27  | 4月15日  | 音楽クイズSP                                            | 秋元真夏（乃木坂46） 児嶋一哉（アンジャッシュ） 松井咲子 峯田和伸（銀杏BOYZ） Charisma.com コトリンゴ 南里沙 ジャミロクワイ 2CELLOS クリス・ペプラー                                                                          |                                             |
| 28  | 4月22日  | ゼロからのミュージカルSP                                | 秋元真夏（乃木坂46） 歌広場淳（ゴールデンボンバー） 小沢一敬（スピードワゴン） 昆夏美 山崎育三郎 |                                             |
| 29  | 5月6日   | みんなのうたSP                                          | 入山杏奈・小栗有以・加藤玲奈（AKB48） 小沢一敬（スピードワゴン） DJ KOO（TRF） もも（チャラン・ポ・ランタン） U－zhaan 小野リサ                                                                                               |                                             |
| 30  | 5月13日  | 有名人が語る昭和歌謡スペシャル                          | 浅香唯 山口隆 椿鬼奴 ドランクドラゴン 譜久村聖・小田さくら・尾形春水（モーニング娘。'17） 清水ミチコ |                                             |
| 31  | 5月20日  | 音楽クイズSP                                            | IMALU 角田晃広（東京03） Kダブシャイン 秋元真夏・斉藤優里・星野みなみ・生田絵梨花（乃木坂46） KENTARO フジファブリック |                                             |
| 32  | 6月3日   | 音楽クイズSP                                            | 伊藤一朗（Every Little Thing） 小峠英二（バイきんぐ） 秋元真夏・斉藤優里・星野みなみ（乃木坂46） May J. Ticobo マーティ・フリードマン ROLLY 三山ひろし 秋川雅史 冠徹弥 田中昌之 misono 大友康平 小田切千                      |                                             |
| 33  | 6月10日  | 失恋ソングSP                                            | 岡田結実 三四郎 ミッツ・マングローブ 大林素子 熊切あさ美 バービー（フォーリンラブ） 関取花 |                                             |
| 34  | 6月17日  | おしゃれ音楽の正体                                      | 岩井勇気（ハライチ） 片瀬那奈 Negicco VERBAL 大沢伸一 |                                             |
| 35  | 6月24日  | 音楽クイズSP                                            | 岩井勇気（ハライチ） 伊藤かりん・川後陽菜・和田まあや（乃木坂46） 桐山照史・重岡大毅（ジャニーズWEST） アニマルズ TORIENA |                                             |
| 36  | 7月1日   | 女性アーティストSP                                      | 小峠英二（バイきんぐ） 純烈 松井咲子 小野リサ 寺井尚子 三浦明利 Rei |                                             |
| 37  | 7月8日   | 音楽クイズSP                                            | 小沢一敬（スピードワゴン） 児嶋一哉（アンジャッシュ） 高橋ひかる はいだしょうこ THE冠 黒坂黒太郎 佐藤優樹（モーニング娘。'17） シェネル 山岸竜之介                                                                            |                                             |
| 38  | 7月22日  | 音楽クイズSP                                            | 伊藤一朗（Every Little Thing） 児嶋一哉（アンジャッシュ） 小林豊・辻本達規・本田剛文（BOYS AND MEN） misono 和楽器バンド |                                             |
| 39  | 7月29日  | ディズニー音楽スペシャル                                | 岡井千聖 小沢一敬（スピードワゴン） サイトウ“JxJx”ジュン（YOUR SONG IS GOOD） May J. |                                             |
| 40  | 8月5日   | ディズニー音楽スペシャル                                | 岡井千聖 小沢一敬（スピードワゴン） サイトウ“JxJx”ジュン（YOUR SONG IS GOOD） May J. |                                             |
| 41  | 8月12日  | ゴールデン直前 名場面スペシャル                         | 秋元真夏（乃木坂46） 小沢一敬（スピードワゴン）、小室哲哉 Ken Yokoyama 大沢伸一 長岡亮介 はいだしょうこ |                                             |
| SP4 | 8月16日  | 極上!バナナ♪ゼロミュージック 世界の音楽クイズスペシャル | 秋元真夏・生田絵梨花・松村沙友理（乃木坂46） 井戸田潤（スピードワゴン） 歌広場淳・鬼龍院翔（ゴールデンボンバー） オースティン・マホーン 小野リサ JKT48 田中卓志（アンガールズ） チャン・グンソク 槇原敬之 Little Glee Monster |                                             |
| 42  | 9月2日   | 食べ物ソングクイズSP                                    | 岡井千聖 ハマ・オカモト・オカモトショウ（OKAMOTO'S） 塚地武雅（ドランクドラゴン） Kaya 東儀秀樹 H ZETTRIO |                                             |
| 43  | 9月9日   | 音楽クイズSP                                            | IMALU 岩井勇気（ハライチ） 和楽器バンド 野口五郎 松井咲子 松島龍戒 |                                             |
| 44  | 9月23日  | モーニング娘。20周年特集つんく語っちゃいましたSP        | モーニング娘。’17 三四郎 柳原可奈子 大森靖子 中澤裕子 矢口真里 高橋愛 道重さゆみ つんく♂ 夏まゆみ |                                             |
| 45  | 9月30日  | 祝!みんなのうた完成スペシャル                           | 小沢一敬（スピードワゴン） 中川翔子 山崎育三郎 槇原敬之 向井地美音（AKB48） 北原里英（NGT48） |                                             |
| 46  | 10月7日  | 音楽で体を動かそうスペシャル                            | 塚地武雅（ドランクドラゴン） 大林素子 小林豊・辻本達規（BOYS AND MEN） YURINO・須田アンナ・武部柚那（E-girls） 金哲彦 |                                             |
| 47  | 10月14日 | 音楽クイズSP                                            | 伊藤一朗（Every Little Thing） 大野拓朗 岡井千聖 バービー（フォーリンラブ） OKAMOTO’S 藤村聡之 松井咲子 松島龍戒 三浦明利 |                                             |
| 48  | 10月21日 | 卒業ソングSP!                                           | 角田晃広（東京03） 川村エミコ（たんぽぽ） 菊地亜美 鬼龍院翔（ゴールデンボンバー） |                                             |
| 49  | 11月4日  | お父さんでもわかる!音楽トレンドSP                       | 秋元真夏（乃木坂46） 岡田圭右（ますだおかだ） バカリズム IMALU 菅良太郎（パンサー） イーゼル藝術工房 |                                             |
| 50  | 11月18日 | ヒーローソングSP                                        | 井上小百合（乃木坂46） 塚地武雅（ドランクドラゴン） 土田晃之 三森すずこ 串田アキラ 田中公平 中川翔子 |                                             |
| 51  | 11月25日 | 快眠ソングSP                                            | CHEMIST 古坂大魔王 田中卓志（アンガールズ） 鈴木奈々 小松亮太 ユッコ・ミラー |                                             |
| 52  | 12月2日  | ブラックミュージックSP                                  | 河合郁人・戸塚祥太（A.B.C-Z） 小沢一敬（スピードワゴン） バービー（フォーリンラブ） Kダブシャイン 浜野謙太 高橋芳朗 |                                             |
| 53  | 12月9日  | 大忘年会SP                                              | 小野リサ Kaya THE 冠 チャラン・ポ・ランタン はいだしょうこ 松島龍戒 U-zhaan |                                             |
| 54  | 12月23日 | 紅白スペシャル                                          | AKB48 氷川きよし DJ KOO（TRF） 三浦大知 | 第68回NHK紅白歌合戦関連番組として生放送     |

### 2018年
| 回 | 放送日  | テーマ                   | ゲスト | 備考 |
| -- | ------- | ------------------------ | --- | ---- |
| 55 | 1月13日 | ハタチソングSP           | 井戸田潤（スピードワゴン） 古坂大魔王 田中道子 星野みなみ（乃木坂46） 白間美瑠（NMB48） 藤村聡之                                             |      |
| 56 | 1月20日 | 世界の音楽クイズSP       | 菊地亜美 三四郎 土田晃之 生田絵梨花・新内眞衣（乃木坂46） クリス・ペプラー 壇蜜 はなわちえ ZIGGY                                             |      |
| 57 | 1月27日 | イケメンアーティスト特集 | 小沢一敬（スピードワゴン） 白鳥久美子（たんぽぽ） 田中俊介・田村侑久・本田剛文（BOYS AND MEN） 純烈 鍵盤男子 木場大輔 TSUKEMEN               |      |
| 58 | 2月3日  | 音楽クイズSP             | IMALU 大場美奈・須田亜香里（SKE48） 川島明（麒麟） 三四郎 ゴールデンボンバー U-zhaan DJ KOO（TRF）                                           |      |
| 59 | 3月3日  | 最終回SP                 | 岡井千聖 小沢一敬（スピードワゴン） DJ KOO（TRF） はいだしょうこ ハマ・オカモト（OKAMOTO'S） 槇原敬之 秋元真夏（乃木坂46） 大沢伸一 三浦大知 |      |